# Carlos León Trelles
Carlos Hernán León Trelles (Piura, 10 de abril de 1939) es un ingeniero agrónomo, empresario y político peruano. Fue congresista de la república por Piura durante dos periodos y miembro del Congreso Constituyente Democrático de 1992 por las filas del fujimorismo.

## Biografía
Carlos León Trelles nació el 10 de abril de 1939 en la provincia de Piura en Perú. Es casado y tiene tres hijos.
Realizó sus estudios primarios en el Colegio Salesianos de Piura y los secundarios en el Colegio San Pablo de la ciudad de Lima. En el año 1961 ingresó a la Universidad Nacional Agraria La Molina y se graduó como ingeniero agrónomo. Tiene además un postgrado en la Universidad de Arizona en los Estados Unidos.
Además de ejercer su profesión de ingeniero agrónomo, Carlos León se dedica también como empresario agrícola ganadero y es presidente de la Cooperativa de Usuarios III Limoneros en Chulucanas, que se dedica a fabricar aceite esencial de limón. Laboró también en el fundo San Jorge Valle el Chira, en el Fundo Santa Susana y en Bayer Químicas Unidas.

## Carrera política
Durante su etapa como estudiante de la Universidad Nacional Agraria La Molina, Carlos León fue que conoció a Alberto Fujimori, quien en ese entonces era rector de dicha universidad y que luego decidió saltar al ámbito político en las elecciones presidenciales del año 1990, saliendo elegido como presidente del Perú por el movimiento político Cambio 90.
Posteriormente a raíz del autogolpe de estado del 5 de abril de 1992 decretado por Fujimori, León apoyó la medida del gobierno fujimorista y ese mismo año decidió incursionar en la política cuando participó en la lista de candidato al Congreso Constituyente Democrático convocadas por Fujimori por la coalición Cambio 90 - Nueva Mayoría, este último un nuevo partido político fujimorista al que León perteneció y fue coordinador en la región Piura. Finalmente León tuvo éxito al resultar elegido como congresista constituyente con 16,899 votos y fue juramentado para completar el disuelto periodo congresal 1990-1995.
En el CCD fue miembro de la Comisión Agraria y de la Comisión de Relaciones Exteriores. Fue también uno de los máximos defensores del régimen fujimorista cuando era cuestionado por diversos hechos de corrupción, violación de normas legales y en materia de Derechos Humanos, en donde fue uno de los impulsores de la ley de amnistía que favorecía a los miembros del Grupo Colina en las investigaciones del Caso “La Cantuta”.
En 1995 postuló a la reelección por Cambio 90 - Nueva Mayoría y tuvo éxito con 17,032 votos para el periodo 1995-2000.
Fue miembro de las Comisiones de Justicia y Agraria, así como vicepresidente de la Comisión de Relaciones Exteriores.
En las elecciones del año 2000 fue reelegido por segunda vez como congresista por la alianza electoral Perú 2000 para el periodo 2000-2005. Sin embargo, su cargo terminó siendo recortado hasta el 28 de julio del 2001 tras el escándalo de los Vladivideos difundido por los congresistas de la oposición que terminó con la vacancia presidencial contra Fujimori por incapacidad moral, en donde León junto con los demás congresistas del fujimorismo se retiraron del parlamento en apoyo a Fujimori, quien permanecía prófugo en Japón, y tuvo una actitud violenta durante una sesión del pleno presidida por Carlos Ferrero Costa.
Luego de la caída del fujimorismo, Carlos León intentó nuevamente ser elegido como congresista en las elecciones del año 2001, sin embargo no resultó reelegido.